# Obafemi Awolowo
Obafemi Jeremiah Oyeniyi Awolowo en Yoruba Ọbafẹ́mi Oyèníyì Awólọ́wọ̀ est un nationaliste et homme d'État nigérian qui a joué un rôle clé dans le mouvement d'indépendance du Nigeria.

## Biographie
Obafemi Awolowo est né le 6 mars 1909 dans la ville de Remo à Ikenne, dans l'actuel État d'Ogun au Nigeria. Il est le  fils unique de David Shopolu Awolowo, un agriculteur et de Mary Efunyela Awolowo. Il avait deux sœurs et une demi-sœur maternelle. Le père d'Awolowo est né d'un grand chef et membre des Iwarefa (conseil traditionnel composé des six plus hauts chefs Ìwàrẹ), la faction principale du groupe traditionnel Osugbo qui régnait sur Ikenne. En 1896, le père d'Awolowo est devenu l'un des premiers indigènes d'Ikenne à se convertir au christianisme. La grand-mère paternelle d'Awolowo, Adefule Awolowo, était une fervente adoratrice de l'Ifá. Adefule, la grand-mère d'Awolowo, croyait qu'Obafemi était une réincarnation de son père (son arrière-grand-père). La conversion du père d'Awolowo au christianisme allait souvent à l'encontre des croyances de sa famille. Il a souvent défié les adorateurs du dieu de la variole. Son père décède le 8 avril 1920 de la variole alors qu'Obafemi avait environ onze ans. Il a fréquenté plusieurs écoles, dont la Baptist Boys' High School (BBHS), à Abeokuta, et est ensuite devenu enseignant dans la même, après quoi il s'est qualifié comme sténo-dactylo. Par la suite, il a travaillé comme commis au Wesley College d'Ibadan, ainsi que comme correspondant du Nigerian Times. C'est après cela qu'il s'est lancé dans diverses entreprises commerciales afin de lever des fonds pour se rendre au Royaume-Uni pour y poursuivre ses études. Après ses études au Wesley College d'Ibadan, en 1927, il s'est inscrit à l'Université de Londres en tant qu'étudiant externe et a obtenu le diplôme de Bachelor of Commerce. Il est allé au Royaume-Uni en 1944 pour étudier le droit à l'Université de Londres et a été appelé au barreau par la Society of the Inner Temple le 19 novembre 1946,. En 1949, Awolowo a fondé le Nigerian Tribune, un journal privé nigérian, qu'il a utilisé pour répandre la conscience nationaliste parmi les Nigérians.

## Vie politique
Awolowo était fédéraliste du Nigeria. Dans son Path to Nigerian Freedom de 1947 (le premier manifeste fédéraliste systématique par un homme politique nigérian) il a préconisé le fédéralisme comme la seule base pour une intégration nationale équitable, et en tant que chef du groupe d'action, il a mené les demandes pour une constitution fédérale, qui a été introduite dans la Constitution Lyttleton de 1954, suivant principalement le modèle proposé par la délégation de la région occidentale dirigée par lui. Awolowo était également le principal politicien social-démocrate du pays. Il était en faveur d'une propriété publique limitée et d'une planification centrale limitée du gouvernement. Il croyait que l'État devait canaliser les ressources du Nigeria dans l'éducation et le développement des infrastructures dirigé par l'État. De manière controversée et à grands frais, il a introduit l'éducation primaire gratuite pour tous et les soins de santé gratuits pour les enfants dans la région occidentale, a créé le premier service de télévision en Afrique en 1959 et le groupe Oduduwa, tous ces projets étant financés par l'industrie très lucrative du cacao qui était le pilier de l'économie régionale.

## Crise dans l'ouest du Nigeria
Dès la veille de l'indépendance, il a dirigé le Groupe d'action en tant que chef de l'opposition au parlement fédéral, laissant Samuel Ladoke Akintola comme premier ministre de la région occidentale. Des désaccords entre Awolowo et Akintola sur la façon de gérer la région occidentale ont conduit ce dernier à une alliance avec le gouvernement fédéral NPC dirigé par Tafawa Balewa. Une crise constitutionnelle a conduit à la déclaration de l'état d'urgence dans la région occidentale, entraînant finalement une rupture généralisée de l'ordre public.
Exclus du gouvernement national, Awolowo et son parti se trouvaient dans une position de plus en plus précaire. Les partisans d'Akintola, furieux d'être exclus du pouvoir, ont formé le Nigerian National Democratic Party (NNDP) sous la direction d'Akintola. Ayant précédemment suspendu l'Assemblée régionale de l'Ouest élue, le gouvernement fédéral a ensuite reconstitué l'organisme après des manœuvres qui ont amené le NNDP d'Akintola au pouvoir sans élection. Peu de temps après, Awolowo et plusieurs disciples ont été arrêtés, inculpés, condamnés pour trahison et emprisonnés pour avoir conspiré avec les autorités ghanéennes sous la direction de Balewa pour renverser le gouvernement fédéral.

## Héritage
En 1992, la Fondation Obafemi Awolowo a été fondée en tant qu'organisation indépendante, à but non lucratif, non partisane, engagée à promouvoir l'interaction symbiotique de la politique publique et de l'érudition pertinente en vue de promouvoir le développement global de la nation nigériane. La Fondation a été lancée par le président du Nigeria à l'époque, le général Ibrahim Babangida, au Liberty Stadium, à Ibadan. Cependant, ses legs les plus importants appelés Awoism pour son intégrité exemplaire, son welfarisme, ses contributions pour accélérer le processus de décolonisation et son plaidoyer cohérent et raisonné du fédéralisme basé sur l'autodétermination ethno-linguistique et l'union d'États politiquement forts comme la meilleure base pour l'unité nigériane.
Awolowo est mort paisiblement dans sa maison d'Ikenne, le Efunyela Hall (ainsi nommé d'après sa mère), le 9 mai 1987, à l'âge de 78 ans et a été enterré à Ikenne, au milieu d'hommages à travers les divisions politiques et ethnoreligieuse,.

## Honneurs
Il figure sur le billet de banque de 100 Naira depuis 1999b.
En plus d'une variété d'autres titres de chefferie, Awolowo a détenu le titre d'Odole Oodua d'Ile-Ife.